# 熊本県道176号内牧停車場乙姫線
熊本県道176号内牧停車場乙姫線（くまもとけんどう176ごう うちのまきていしゃじょうおとひめせん）は、熊本県阿蘇市を通る一般県道である。

## 概要
阿蘇市乙姫のJR九州豊肥本線 内牧駅から国道57号に至る。

### 路線データ
- 起点：熊本県阿蘇市乙姫（JR九州豊肥本線 内牧駅前、熊本県道175号内牧停車場線起点）
- 終点：熊本県阿蘇市乙姫（乙姫交差点、国道57号交点）

## 路線状況

### 重複区間
- 熊本県道175号内牧停車場線（阿蘇市乙姫）

## 地理

### 通過する自治体
- 阿蘇市

### 交差する道路
| 交差する道路                           | 交差する場所 | 交差する場所      |
| -------------------------------------- | ------------ | ----------------- |
| 熊本県道175号内牧停車場線 重複区間起点 | 乙姫         | 起点              |
| 熊本県道175号内牧停車場線 重複区間終点 | 乙姫         |                   |
| 国道57号                               | 乙姫         | 乙姫交差点 / 終点 |

### 交差する鉄道
- 豊肥本線

### 沿線
- JR九州豊肥本線 内牧駅